# Poecilmitis beulah
Poecilmitis beulah är en fjärilsart som beskrevs av Quickelberg 1966. Poecilmitis beulah ingår i släktet Poecilmitis och familjen juvelvingar. Inga underarter finns listade i Catalogue of Life.